# Nassin Rodríguez
Nassin Rodríguez es un deportista salvadoreño que compitió en taekwondo. Ganó una medalla de bronce en el Campeonato Panamericano de Taekwondo de 1996, en la categoría de –70 kg.

## Palmarés internacional
| Campeonato Panamericano | Campeonato Panamericano | Campeonato Panamericano | Campeonato Panamericano |
| Año                     | Lugar                   | Medalla                 | Categoría               |
| ----------------------- | ----------------------- | ----------------------- | ----------------------- |
| 1996                    | La Habana (Cuba)        | Medalla de bronce       | –70 kg                  |